# Indiscreet (téléfilm)
Pour les articles homonymes, voir Indiscret.
Pour plus de détails, voir Fiche technique et Distribution.
Indiscreet est un téléfilm réalisé par Richard Michaels en 1988, nouvelle adaptation, après celle de Stanley Donen, d'une pièce de Norman Krasna, avec Robert Wagner et Lesley-Anne Down.